# Adrian Sonder
Adrian Sonder (* 2. Juni 1989) ist ein deutscher Politiker (CDU). Er ist seit 2024 Oberbürgermeister von Freudenstadt.

## Leben
Sonder studierte von 2009 bis 2012 Sozialwissenschaften am Deutsch-Französischen Campus von Sciences Po in Nancy. Er schloss das Studium mit dem Bachelor of Arts ab. Von 2012 bis 2013 studierte er Wirtschaftsgeschichte an der Universität Lund mit einem Abschluss als Master of Science. Von 2016 bis 2018 studierte er zusätzlich an der Hertie School und erwarb einen Master of Public Administration.
Sonder hatte zunächst verschiedene Funktionen in der Jungen Union und der CDU in Baden-Baden inne. Von 2013 bis 2019 war er als wissenschaftlicher Mitarbeiter des Bundestagsabgeordneten Kai Whittaker tätig. Von 2020 bis 2022 war er Büroleiter des CDU-Generalsekretärs Paul Ziemiak. Von 2022 bis 2023 amtierte er als Landesgeschäftsführer der CDU Baden-Württemberg. In den Jahren 2023 und 2024 war er als Leitungsreferent in der Landesgeschäftsstelle der CDU Baden-Württemberg tätig.
Am 14. April 2024 wurde Sonder mit 60,1 Prozent der Stimmen zum Oberbürgermeister von Freudenstadt gewählt. Er folgte Julian Osswald (CDU) nach und trat das Amt am 2. Juli 2024 an.
Sonder ist verheiratet und Vater einer Tochter.